# Nguyễn Trọng Cường
Nguyễn Trọng Cường (10 de agosto de 1984) es un deportista vietnamita que compitió en taekwondo. Ganó una medalla en los Juegos Asiáticos de 2010, y dos medallas en el Campeonato Asiático de Taekwondo en los años 2006 y 2012.

## Palmarés internacional
| Juegos Asiáticos    | Juegos Asiáticos             | Juegos Asiáticos  | Juegos Asiáticos |
| Año                 | Lugar                        | Medalla           | Categoría        |
| ------------------- | ---------------------------- | ----------------- | ---------------- |
| 2010                | Cantón (China)               | Medalla de bronce | –87 kg           |
| Campeonato Asiático |                              |                   |                  |
| Año                 | Lugar                        | Medalla           | Categoría        |
| 2006                | Bangkok (Tailandia)          | Medalla de bronce | –84 kg           |
| 2012                | Ciudad Ho Chi Minh (Vietnam) | Medalla de oro    | –87 kg           |